# Rebec
De rebec (soms rebeck of andere afwijkende spellingen) is een met een strijkstok bespeelbaar strijkinstrument. In de meest bekende vorm heeft de rebec drie snaren en wordt op de arm, op de knie rustend of ertussen geklemd, of onder de kin (als een viool) bespeeld.

## Oorsprong
De rebec werd ontwikkeld in de Middeleeuwen en was erg populair in de 15e en 16e eeuw. Het is een Europees instrument, maar waarschijnlijk ontwikkeld uit de Arabische vedel ook wel rebab genoemd. De rebec werd voor het eerst genoemd als instrument in de 14e eeuw, hoewel een erg gelijkend instrument reeds bespeeld moet zijn rond de 10e eeuw. In het Brugse De bouc vanden ambachten uit  omstreeks 1371 worden gangbare muziekinstrumenten genoemd waaronder rebeben.

## Stemming
Het aantal snaren op de rebec varieert tussen de 1 en 5, hoewel 3 snaren het meest voorkomt. De snaren worden vaak in kwinten gestemd, hoewel deze stemming niet universeel is. Het instrument was oorspronkelijk een hoog instrument als de viool, maar latere versies werden zo ontwikkeld (ook lager gestemde grotere instrumenten) dat er rond de 16e eeuw door componisten stukken werden geschreven voor een hele familie van rebecs, net als voor strijkersconsorten met vedels. Tegenwoordig speelt men vooral op replica's die zijn nagebouwd naar aanleiding van afbeeldingen van het instrument, en overgeleverde oude originelen.

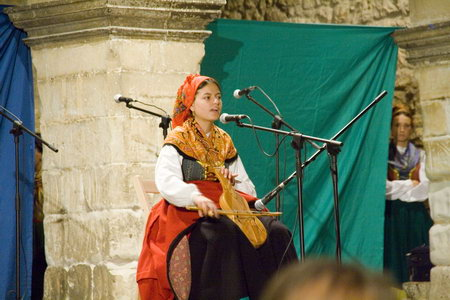
Een rebecspeler in Cantabrië, Noord-Spanje

## Gebruik
Door de eeuwen heen werd de rebec steeds meer vervangen door de vedel en later de viool en raakte het instrument in de kunstmuziek steeds meer in onbruik na de renaissance. Het instrument bleef wel in gebruik bij het spelen van dansmuziek tot ver in de late 18e eeuw, echter vaak in de vorm van een klein zakformaat viooltje. Ook in de volksmuziek bleef de rebec in gebruik, vooral in Oost-Europa en Spanje en delen van Noord-Afrika.

## Rebecspelers
- De originele Michael Nyman Band kende een rebec voordat de band wisselde naar een volledig versterkte bezetting.
- Les Cousins Branchaud, een volksmuziek groep uit Quebec, Canada, kent een rebecspeler.
- Ensemble Micrologus, een Italiaanse groep die middeleeuwse muziek speelt heeft een lid die de rebec bespeelt.
- Tina Chancey is een multi-instrumentalist die gespecialiseerd is in oude strijkinstrumenten als de rebec. Ze speelt ook in Hesperus, een oude-muziekgroep en volksmuziekgroep.
- Dominique Regef is een Frans musicus, componist en improvisator die ook af en toe de rebec bespeelt.
- Giles Lewin, voornamelijk bekend als violist en doedelzakspeler speelt ook de rebec in het Dufay Collective.
- Rossen Genkov is een rebec virtuoos. Hij treedt op met de Bulgaarse band Epizod.
- De zusters Shirley en Dolly Collins brachten muziekalbums uit waarop ook de rebec te horen is.
- Oni Wytars, een Europese groep, benut regelmatig de rebec bij hun optredens.

## De rebec in verhalen
Een rebec werd prominent gebruikt in een van Ellis Peters' (12e-eeuwse) Cadfael-verhalen: Liliwin, de hoofdpersoon van The Sanctuary Sparrow, verdiende zijn geld met rebecspelen. Zijn rebec werd beschadigd door iemand die hem van moord beschuldigde, maar de rebec werd gerepareerd door een monnik en aan het eind van het verhaal aan hem teruggegeven.
De rebec wordt genoemd in De klokkenluider van de Notre Dame van Victor Hugo: in de stoet waarin Quasimodo  rondgedragen wordt, loopt een groep 'bargoendiërs' (=dieven) mee, die o.a. de rebec bespelen. 
(heruitgave VK, 2012. blz.80)

## Trivia
- 'Rebec' wordt ook vaak als afkorting gebruikt van de meisjesnaam Rebecca, en speciaal als koosnaam van de vrouwelijke suffragette pionier uit Nieuw-Zeeland: Rebecca Lea.